# ادواردو پاچیکو
ادواردو پاچیکو (به پرتغالی: Eduardo Ferreira Abdo Pacheco) مهاجم اهل برزیل است که در شهر ریبرآ پرتو و در تاریخ ۲۲ مارس ۱۹۸۷ به دنیا آمده‌است.
ادواردو پاچیکو در تیم‌های فوتبال اتلتیکو مینیرو سابقهٔ حضور دارد.